# Dzmitryj Bjassmertny
Dzmitryj Sjarheevič Bjassmertny (in bielorusso Дзмітрый Сяргеевіч Бяссмертны?; Minsk, 3 gennaio 1997) è un calciatore bielorusso, centrocampista del Kuban'.

## Carriera

### Club
Ha giocato nella prima divisione bielorussa.

### Nazionale
Nel 2019 ha giocato 2 partite nella nazionale bielorussa; in precedenza aveva anche giocato numerose partite con le nazionali giovanili bielorusse, fino all'Under-21.

## Palmarès

### Club

#### Competizioni nazionali
- Coppa di Bielorussia: 2

BATĖ Borisov: 2019-2020, 2020-2021
- Supercoppa di Bielorussia: 1

BATĖ Borisov: 2022
- Coppa del Kazakistan: 1

Aqtóbe: 2024